# Крёгер, Эрхард
Эрхард Крёгер (нем. Erhard Kroeger; 24 марта 1905, Рига, Российская империя — 24 сентября 1987, Тюбинген, ФРГ) — балтийский немец, оберфюрер СС, командир айнзацкоманды 6, входившей в состав айнзацгруппы C.

## Биография
Эрхард Крёгер родился 24 марта 1905 года в семье врача. В 1922 году окончил гимназию в Риге. С 1922 по 1923 год изучал историю и философию в  университете Тюбингена, а с 1923 по 1928 год в университетах Тарту и Кёнигсберга изучал право. В 1928 году получил докторскую степень по праву. В дальнейшем три года работал помощником адвоката, а с 1932 по 1935 год (по другим данным, с 1928 по 1934 год) сам вёл адвокатскую практику в Риге. С 1923 по 1935 год был членом балтийской корпорации Ливония-Дорпат. 
В 1938 году переехал в Берлин, где 23 октября того же года был принят в общие СС и начал служить в Фольксдойче Миттельштелле. 7 июня 1940 года стал депутатом рейхстага от гау Вартеланд. Осенью 1939 года по приказу Генриха Гиммлера провёл переселение 8000 немцев из Латвии и Эстонии в нацистскую Германию. Крёгер возглавлял штаб по переселению балтийских немцев из стран Прибалтики в Вартеланде и в 1941 году стал начальником иммиграционного центра в Позене. 1 августа 1940 года вступил в НСДАП (билет № 7675747).
С июня по ноябрь 1941 года возглавлял айнзацкоманду 6 в составе айнзацгруппы C. На этом посту руководил убийством 100 евреев в Добромиле, на котором лично присутствовал. В январе 1942 года был призван в войска СС. С 14 сентября по 12 декабря 1942 год проходил учебную подготовку в юнкерской школе СС в Бад-Тёльце, после чего служил в различных подразделениях войск СС во Франции и СССР. Осенью 1943 года по приказу начальника главного управления СС Готтлоба Бергера был отозван с военной службы. Крёгеру было поручено руководствами  «германскими оперативными центрами», ведомствами политического контроля, которые занимались вербовкой иностранных добровольцев в войска СС. Крёгер возглавлял подобные ведомства с декабря 1943 по июнь 1944 года в Париже, а затем до 21 июля 1944 года в Копенгагене. Впоследствии до апреля 1945 года Крёгер служил в штабе связи Русской освободительной армии (РОА) в Праге.

### После войны
После поражения нацистской Германии в 1945 году ему удалось бежать из Праги. Крёгер недолгое время находился в американском плену, а летом 1945 года был передан французским войскам и был помещён в лагерь для военнопленных в Австрии. В ноябре 1945 года совершил побег из лагеря и до 1955 года скрывался под чужой фамилией в Баварии. С ноября 1955 года жил в Тюбингене под своим настоящим именем и работал в компании по социальной работе с молодёжью в качестве начальника финансового и юридического отдела. 10 января 1962 года окружной суд Вупперталя выдал ордер на арест Крёгера по обвинению в причастности к массовым убийствам на Украине, однако 3 января 1962 года он бежал в Швейцарию, а оттуда через Австрию в Италию. Правоохранительные органы ФРГ пытались добиться его экстрадиции. 18 августа 1962 года Крёгер был взят под арест в Болонье. Итальянский апелляционный суд в Болонье отклонил запрос об экстрадиции 11 января 1963 года, после чего в феврале 1963 года Крёгер был освобожден. 31 декабря 1965 года был арестован в Цюрихе и 17 мая 1966 года экстрадирован в ФРГ. 5 октября 1967 года был отпущен из следственного изолятора под залог. 31 июля 1969 года земельным судом Тюбингена приговорён к трём годам и четырём месяцам тюремного заключения.